# XXx 2 – The Next Level
xXx 2 – The Next Level är en amerikansk actionfilm från 2005.

## Handling
Någon är ute efter att ta livet av agenterna inom xXx-projektet och därför rekryterar Augustus Gibbons sin kompis från militären, den före detta Navy Seal-soldaten Darius Stone, som blir ny agent. Det visar sig att det är den amerikanska försvarsministern George Deckert som planerar att göra en statskupp och ta över makten i landet.

## Om filmen
Filmen är en uppföljare till xXx från 2002.

## Rollista (urval)
- Ice Cube - Darius Stone
- Willem Dafoe - försvarsminister George Deckert
- Samuel L. Jackson - agent Augustus Gibbons
- Peter Strauss - president James Sanford
- Xzibit - Zeke
- Scott Speedman - agent Kyle Steele
- Nona Gaye - Lola Jackson